# Enchentes no Noroeste Pacífico em 2021
As Enchentes no Noroeste Pacífico em 2021 são uma série de inundações que afetaram partes da província da Colúmbia Britânica no Canadá e do vizinho estado de Washington, nos Estados Unidos. A inundação, juntamente com vários eventos de destruição em massa, foram causados por um rio atmosférico que trouxe fortes chuvas para partes do sul da Colúmbia Britânica e noroeste dos Estados Unidos. O desastre natural levou ao estado de emergência na Colúmbia Britânica.
De particular preocupação no sul da Colúmbia Britânica foi a severa interrupção de curto e longo prazo do corredor de transporte que liga a cidade costeira de Vancouver, o maior porto do Canadá, ao Vale Fraser, ao resto da Colúmbia Britânica e ao resto do Canadá. O Vale Fraser, densamente povoado, é responsável pela maior parte da produção agrícola da província, com capacidade limitada para alimentar o gado na ausência do serviço ferroviário. O vale está particularmente atingido, já que todas as principais rotas para o oeste de Vancouver e para o leste em direção a Alberta foram afetadas. As rotas alternativas para o norte da Colúmbia Britânica e para o sul em direção ao estado de Washington são limitadas pela topografia montanhosa. As ligações ferroviárias muito utilizadas da Canadian National Railway (CN) e da Canadian Pacific Railway (CP) foram ambas interrompidas, bem como todas as rodovias que conectam o Baixo Continente com o resto da província.
A preocupação do público com essas extensas interrupções na cadeia de abastecimento levou ao pânico e ao desabastecimento de supermercados no Baixo Continente. A produção agrícola provavelmente permanecerá interrompida por um período mais longo de tempo, além da interrupção nos embarques de grãos, carvão e potássio para o Porto de Vancouver.

## Causa
Vários sistemas climáticos no início de novembro contribuíram para o registro de chuvas no sudoeste da Colúmbia Britânica e na região noroeste dos Estados Unidos. Um dos sistemas produziu uma tromba d'água tornádica perto de Vancouver em 6 de novembro. Outro sistema fez com que dois avisos separados de tornado fossem emitidos no condado de Kitsap, em Washington, em 9 de novembro. Um sistema profundo de baixa pressão, que os climatologistas chamam de rio atmosférico, formou-se no Oceano Pacífico e deslocou-se para a costa em 12 de novembro. O Serviço Nacional de Meteorologia dos Estados Unidos emitiu avisos de inundação para os condados de Skagit e Whatcom e avisos de vento forte para a maior parte do noroeste de Washington.

### Condições meteorológicas
Em Hope, na Colúmbia Britânica, 277,5 milímetros de chuva caíram de 14 de novembro a 15 de novembro. No pico da tempestade em 15 de novembro, Bellingham recebeu 71 milímetros de chuva em um único dia. No total, 20 recordes de precipitação foram quebrados na Colúmbia Britânica.